# One Piece Movie: The Desert Princess and the Pirates: Adventures in Alabasta
One Piece Movie: The Desert Princess and the Pirates: Adventures in Alabasta (яп. ONE PIECE エピソードオブアラバスタ 砂漠の王女と海賊たち, Wan Pīsu: Episōdo Obu Arabasuta: Sabaku no Ōjo to Kaizokutachi, укр. One Piece: Принцеса пустелі та пірати: Пригоди в Алабасті) — пригодницький аніме-фільм 2007 року, режисером якого є Такахіро Імамура, а сценарій написав Хірохіко Камісака. Це восьмий фільм в медіафраншизі One Piece, який адаптує сюжетну арку з оригінальної манґи Еїчіро Оди, де пірати Солом'яного капелюха вирушають до королівства Алабаста, щоб врятувати країну, охоплену війною та посухою, від Крокодайла та його таємного злочинного синдикату Baroque Works. 
В Японії фільм вийшов 3 березня 2007 року, де його показували разом із короткометражним фільмом Dr. Slump Dr. Mashirito and Abale-chan. Він досяг другого місця у вихідному прокаті і зібрав $7,075,924. Світовий збір фільму склав $7,090,891. Фільм ненадовго показували у вибраних кінотеатрах по всій території Сполучених Штатів, перш ніж він був випущений на DVD у Північній Америці 19 лютого 2008 року, а на Blu-ray — 27 січня 2009 року.

## Сюжет
У короткому флешбеку показано, як Нефертарі Віві летить разом з Пеллом. Повертаючись у наш час, Віві та пірати Солом'яного капелюха зустрічають підлеглого Корокодайла, Містера 2 Бона Клея, який демонструє здатність свого диявольського фрукту, що дозволяє йому приймати вигляд та голос будь-кого, чиє обличчя він торкнувся.
Віві розповідає коротку історію про те, як лідер Baroque Works, Крокодайл, використовував танцювальний порох, видаючи себе за героя країни. Він також обдурив як повстанців, так і королівську армію, змусивши їх воювати між собою. Після прибуття в Алабасту і перетину пустелі, Солом'яні капелюхи знаходять базу повстанців порожньою, а повстанська армія, яку очолює дитячий друг Віві, Коза, стає свідком того, як портове містечко Нанохана палять члени Baroque Works, замасковані під солдатів королівської армії. Повстанці вирішують атакувати Алубарну, де в той самий час Містер 2 видає себе за короля Нефертарі Кобру і наказує королівській армії вступити в бій.
Тим часом у пустелі Солом'яних капелюхів перехоплюють Крокодайл та його партнерка Місс Олл Сандей. Крокодайл намагається націлитись на Віві, але Луффі залишається позаду і відволікає його, в той час як інші пірати втікають. У результаті бою Крокодайл перемагає Луффі, проколюючи його груди своїм гаком і закопуючи живим. Солом'яні капелюхи прибувають до столиці Алабасти, Алубарни, де агенти Baroque Works вже чекають на них. Пірати заманюють їх у місто, що дає Віві можливість спробувати зупинити повстанців. Однак спроба Віві не увінчується успіхом, і вона кидається до палацу.
Тим часом Усопп і Чоппер перемагають офіцерів агентів Містера 4 і Місс Мері Крісмас, а Санджі встигає перемогти Містера 2. Віві нарешті досягає палацу і переконує виконуючого обов'язки капітана королівської армії, Чаку, підірвати палац, щоб змусити воюючі сторони її почути. Однак Крокодайл і Місс Олл Сандей прибувають і перешкоджають її плану. На вулицях Намі перемагає Місс Даблфінгер, а Зоро вчиться рубати сталь, перемігши Містера 1, чия тіло — це леза. Повернувшись до палацу, Коза стає свідком того, як Крокодайл допитує батька Віві, який заколочений до стіни, щодо давньої зброї Плутона. Він і Чака атакують Крокодайла, але швидко зазнають поразки.
З контролем над лідерами двох армій, Крокодайл охоплює площу палацу піщаною бурею, ускладнюючи зупинку боїв. Після цього він слідує за своєю партнеркою та королем до королівського мавзолею. Луффі прибуває і йде за Крокодайлом. На вулицях Віві та решта піратів Солом'яного капелюха намагаються знайти бомбу, встановлену Baroque Works, яка б знищила обидві армії. Луффі та Крокодайл б’ються в мавзолеї. Крокодайл вдаряє Луффі своїм отруйним гаком, але Луффі не зупиняється. Пірати знаходять бомбу, а також Містера 7 і Місс Фазерс Дей в годинниковій вежі міста. Віві нейтралізує агентів і зупиняє запуск бомби, але вона виявляє, що бомба має таймер. Пелл прибуває і, здається, жертвує собою, щоб врятувати Алабасту.
Тим часом у мавзолеї розлючений Луффі ламає отруйний гак Крокодайла і перемагає його. Повернувшись на площу, починається дощ. Чака та Коза представляють поваленого Крокодайла як організатора повстання, і бої припиняються. Дощ йде три дні. Після цього Луффі прокидається, і для піратів влаштовують банкет. Надходить новина, що морський флот прямує до Алабасти. Пірати вирішують покинути країну якнайшвидше, залишаючи Віві перед вибором. Наступного дня вона з’являється на узбережжі, щоб попрощатися з екіпажем. Звідти Віві використовує ден-ден муші для трансляції промови по всій країні. Віві запитує, чи залишаються вони її друзями, і пірати показують знак своєї дружби на своїх руках. У фінальних титрах Віві знаходить Пелла живим, і мир, зрештою, повертається в Алабасту.

## Сприйняття
У перший тиждень прокату фільм зайняв друге місце в японському кінопрокаті. На другому та третьому тижні він посів четверте та дев'яте місця відповідно, перш ніж вибув з топ-10 наступного тижня. На п'ятому тижні показу фільм знову увійшов до десятки, посівши остаточне дев'яте місце. На японському ринку фільм заробив $7,075,924. Враховуючи інші міжнародні ринки, окрім Північної Америки, загальний збір фільму склав $7,084,304, а після обмеженого показу від Funimation Entertainment у США ця сума зросла до світового збору в $7,090,891. 
Випуски фільму на DVD та Blu-ray від Funimation Entertainment також стали об'єктом численних оглядів низки публікацій про фільми та аніме. Карл Кімлінгер з Anime News Network описав фільм як «повнометражний підсумок з трохи зміненим монтажем і товстим шаром театрального блиску», який «тисне величезний сюжет у маленький фільм, як чоловік середнього віку, що намагається втиснутися в джинси старшокласника», але зазначив, що «саундтрек — це радість для вух, він захоплюючий і веселий». Бамбу Донг, інший рецензент Anime News Network, сказала, що темп фільму «далеко не рівний» і що бої «склеєні разом». Вона зазначила, що фільм — це «солодка, весела розвага» для тих, хто є фанатом серії, але для нефанатів він буде мати лише «обмежену привабливість». Хоча Тодд Дуглас-молодший з DVD Talk зазначив, що «ви справді повинні бути знайомими з історією One Piece, щоб повністю оцінити [його]» і сказав, що фільм здається «неповним і незбалансованим», він все ж рекомендував фільм, стверджуючи, що «йому не вистачає сюжету, але ... він дуже веселий».
Брайс Коултер з Mania Entertainment сказав, що фільм «не можна рекомендувати тим, хто не знайомий з серією», але в іншому випадку він обережно рекомендує його, зазначаючи, що він дає «цікавий погляд» на оригінальний матеріал, хоча в кінцевому підсумку йому не вдається «повністю віддати належне» цьому матеріалу. Дейві С. Джонс з Active Anime висловився про анімацію, зазначивши, що йому особливо сподобались фони, і додав, що фільм «використовує дизайни персонажів прямо з манґи та телешоу, але додає театральний блиск і полірованість». Н. С. Девідсон з IGN ооцінив фільм на 7 із 10, зазначивши, що анімація «трохи складніша ... ніж у телевізійному серіалі», і що цей фільм, ймовірно, буде цікавий «лише фанатам One Piece». Дастін Сомнер з Blu-ray.com погодився, що фільм переважно призначений для фанатів, зазначивши, що його відсутність контексту робить його «розчаровуючим (з великої літери „Р“)» для тих, хто не знайомий із серією.